# Прокопюк Ігор Валерійович
І́гор Вале́рійович Прокопю́к (1978—2023) — український військовослужбовець, учасник російсько-української війни, Герой України (2024, посмертно).

## З життєпису
Народився 1978 року в місті Бердичів. В часі війни від 26 лютого 2022 року — стрілець 2-го стрілецького відділення 3-го стрілецького взводу 3-ї стрілецької роти військової частини А7305.
Загинув 29 травня 2023 поблизу населеного пункту Берестового Куп'янського району Харківської області.

## Нагороди
- Звання Герой України з удостоєнням ордена Золота Зірка (2024, посмертно)[1].